# Карцер
Ка́рцер (от лат. carcer — «темница, тюрьма») — специальная изолированная штрафная камера в тюрьмах, на гауптвахтах армии, в психиатрических стационарах для временного одиночного содержания нарушителей режима.
Специальную изолированную камеру в тюрьме также называют — штрафной изолятор (сокр. ШИзо).

## История
В царское время применялось несколько видов карцеров, в зависимости от выбранного администрацией вида наказания за провинности. Так, в «горбатом карцере» с низким потолком было нельзя разогнуться в полный рост, причем в дневное время лежать запрещалось. В «горячем карцере» отсутствовала вентиляция и одной из стен была задняя стена печи (в другом варианте камера находилась над котельной — в этом случае прогревался пол). «Холодный карцер», наоборот, не отапливался, а окна в нем в холодное время года открывались (при том что верхняя одежда в карцер не выдавалась). «Мокрый карцер» представлял собой камеру, пол которой был залит водой. «Темный карцер» был лишен и естественного, и искусственного освещения. Для отправления естественных потребностей в карцере использовалась деревянная или металлическая емкость («параша»).
 После смерти Сталина типичный карцер стал представлять собой тесное (2,5 м² на человека) помещение со стенами, специально покрытыми бугристой штукатуркой («шубой»), откидывающимися к стенке и запирающимися в дневное время нарами, окном небольшого размера и слабым искусственным освещением. В пол был вмонтирован железный табурет с сиденьем намеренно малого размера. Вместо «параш» стали использовать туалеты азиатского типа.
Теснота и неудобство карцера дополнялось штрафным режимом, который включал лишение верхней одежды (даже в зимнее время), свиданий, посылок, передач, урезанную норму питания.
Термин «карцер» в настоящее время используют лишь для тюрем и подобных им мест лишения свободы с камерным содержанием заключенных. В обиходе же часто называют карцером и штрафные изоляторы в колониях, которые рассчитаны на несколько человек и несколько отличаются по планировке.